# 13 de setembro
13 de setembro é o 256.º dia do ano no calendário gregoriano (257.º em anos bissextos). Faltam 109 dias para acabar o ano.

## Eventos históricos

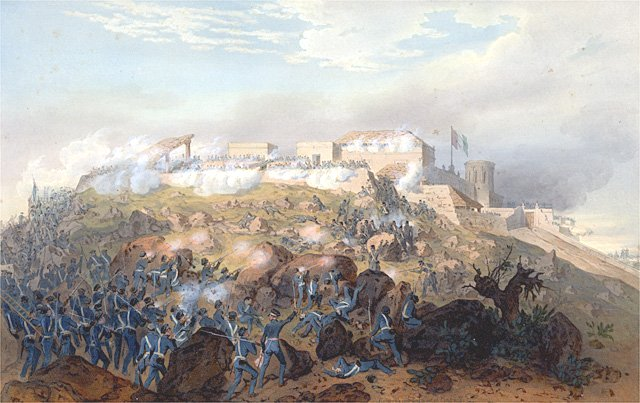
1847: Batalha de Chapultepec

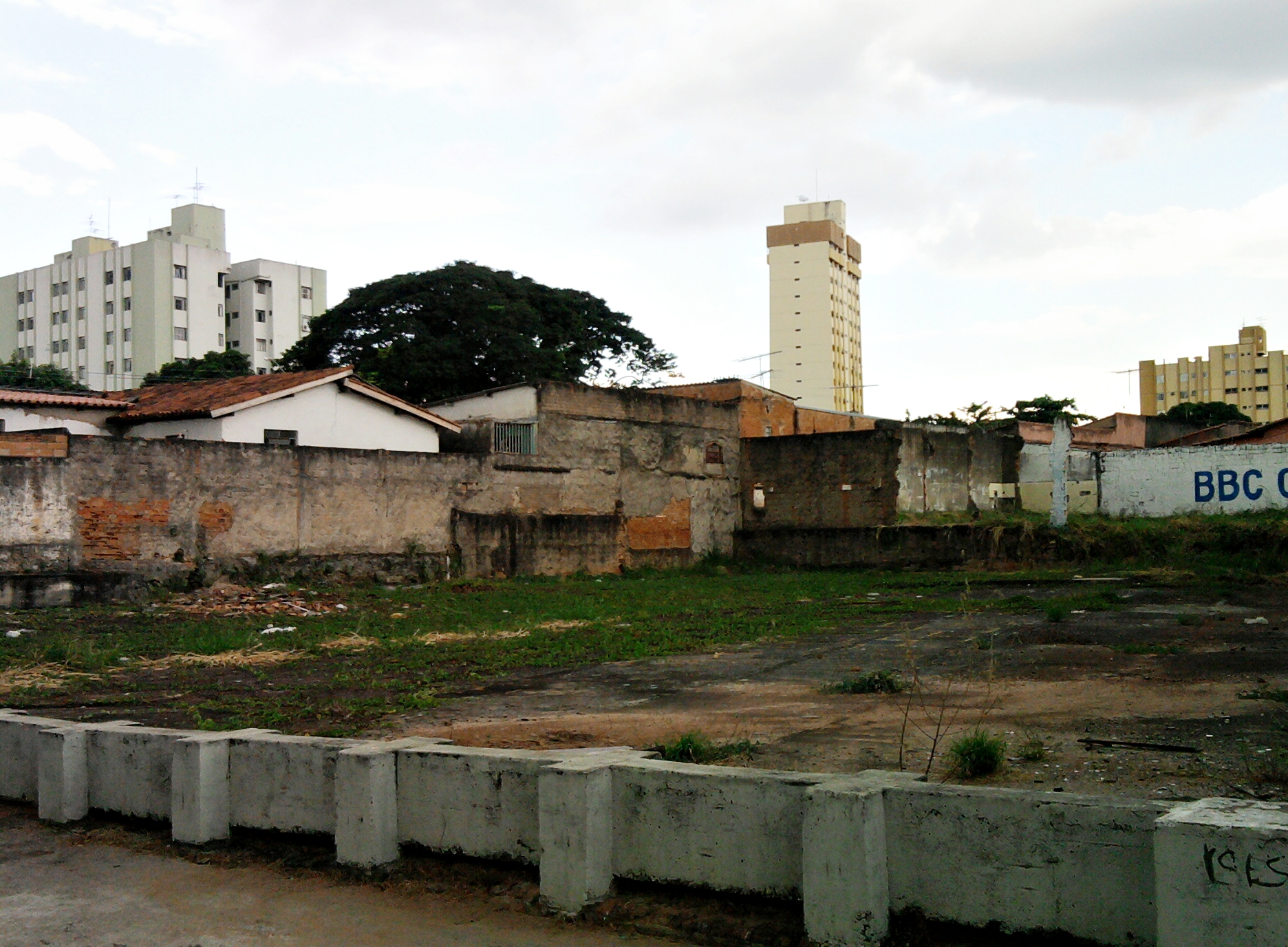
1987: Acidente radiológico de Goiânia

- 585 a.C. — Tarquínio Prisco, rei de Roma, celebra o triunfo de suas vitórias sobre os sabinos e a rendição de Collatia.
- 509 a.C. — O Templo de Júpiter Capitolino, no Monte Capitolino de Roma, é dedicado aos idos de setembro.
- 0533 — Belisário do Império Bizantino derrota Gelimero e os vândalos na Batalha de Ad Decimum, perto de Cartago, norte da África.
- 1229 — Oguedai é proclamado grão-cã do Império Mongol.
- 1437 — Batalha de Tânger: uma força expedicionária portuguesa inicia uma tentativa fracassada de tomar a cidadela marroquina de Tânger.
- 1500 — Expedição de Pedro Álvares Cabral chega a Calecute, após descobrir o Brasil.
- 1501 — Renascimento italiano: Michelangelo começa a trabalhar em sua estátua de Davi.
- 1504 — A Rainha Isabel e o Rei Fernando emitem uma Carta Real para a construção de uma Capela Real.
- 1541 — Após três anos de exílio, João Calvino volta a Genebra para reformar a igreja sob um corpo de doutrina conhecido como calvinismo.
- 1584 — Terminada a construção do mosteiro-palácio San Lorenzo de El Escorial, em Madri.
- 1598 — Filipe III de Espanha toma posse do trono de Portugal e Espanha.
- 1645 — Guerra dos Três Reinos: Os monarquistas escoceses são derrotados pelos Covenanters na Batalha de Philiphaugh.
- 1743 — Grã-Bretanha, Áustria e Reino da Sardenha assinam o Tratado de Worms.
- 1759 — Batalha das Planícies de Abraão: os britânicos derrotam os franceses perto da cidade de Quebec na Guerra dos Sete Anos, conhecida nos Estados Unidos como Guerra Franco-Indígena.
- 1782 — Guerra de Independência dos Estados Unidos: as tropas franco-espanholas lançam o "grande ataque" sem sucesso durante o Grande Cerco de Gibraltar.
- 1788 — A Convenção da Filadélfia estabelece a data para a primeira eleição presidencial nos Estados Unidos, e Nova Iorque se torna a capital temporária do país.
- 1791 — O rei Luís XVI da França aceita a nova Constituição.
- 1847 — Guerra Mexicano-Americana: seis adolescentes cadetes militares conhecidos como Niños Héroes morrem defendendo o Castelo de Chapultepec na Batalha de Chapultepec. Tropas americanas sob o comando do general Winfield Scott capturam a Cidade do México.
- 1848 — Phineas Gage, trabalhador da estrada de ferro de Vermont, sobrevive a uma barra de ferro de 3,2 cm de diâmetro que passa por seu cérebro; os efeitos relatados em seu comportamento e personalidade estimulam a discussão sobre a natureza do cérebro e suas funções.
- 1862 — Guerra Civil Americana: soldados da União encontram uma cópia dos planos de batalha de Robert E. Lee em um campo nos arredores de Frederick, Maryland. É o prelúdio da Batalha de Antietam.
- 1882 — Guerra Anglo-Egípcia: ocorre a Batalha de Tel el-Kebir.
- 1898 — Hannibal Goodwin patenteia o filme fotográfico de celulóide.
- 1899 — Henry Bliss é a primeira pessoa nos Estados Unidos a ser morta em um acidente automobilístico.
- 1906 — O 14-bis de Santos Dumont faz um salto curto, o primeiro voo de uma aeronave de asa fixa na Europa.
- 1914 — Primeira Guerra Mundial: começa a Batalha de Aisne entre a Alemanha e a França.
- 1917 — Ocorre a 5ª (quinta) e penúltima Aparição de Nossa Senhora de Fátima aos três pastorinhos em Fátima (Ourém)
- 1922 — Começa o ato final da Guerra Greco-Turca, o Grande incêndio de Esmirna.
- 1942 — Segunda Guerra Mundial: segundo dia da Batalha de Edson's Ridge na Campanha de Guadalcanal. Marines dos Estados Unidos detêm com sucesso os ataques dos japoneses com pesadas perdas para as forças japonesas.
- 1948 — O vice-primeiro ministro da Índia, Vallabhbhai Patel, ordena ao Exército que se desloque para Hiderabade a fim de integrá-lo à União da Índia.
- 1956 — O IBM 305 RAMAC é apresentado, o primeiro computador comercial a usar o armazenamento em disco.
- 1964 — Martin Luther King Jr. discursa para uma multidão de 20 000 berlinenses ocidentais no domingo, em Waldbühne.
- 1968 — Guerra Fria: a Albânia deixa o Pacto de Varsóvia.
- 1971 — O segundo no comando e sucessor do presidente Mao Tsé-Tung, o marechal Lin Biao, foge da China após o fracasso de um suposto golpe. Seu avião cai na Mongólia, matando todos a bordo.
- 1979 — A África do Sul concede independência à "pátria" de Venda (não reconhecida fora da África do Sul).
- 1985 — Super Mario Bros. é lançado no Japão pela NES, que inicia a série Super Mario de jogos de plataforma.
- 1987 — Acidente radiológico de Goiânia: um objeto radioativo é roubado de um hospital abandonado em Goiânia, Brasil, contaminando muitas pessoas nas próximas semanas e causando a morte de alguns por envenenamento por radiação.
- 1988 — O Furacão Gilbert é o furacão mais forte registrado no Hemisfério Ocidental, mais tarde substituído pelo Furacão Wilma em 2005 (com base na pressão atmosférica).
- 1989 — Ocorre a maior marcha antiapartheid na África do Sul, liderada por Desmond Tutu.
- 1993 — Israel e palestinos firmam os Acordo de Paz de Oslo, abrindo caminho para a retirada israelense de partes de Gaza.
- 1997 — Um Tupolev Tu-154 da Força Aérea Alemã e um Lockheed C-141 Starlifter da Força Aérea dos Estados Unidos colidem no ar perto da Namíbia, matando 33 pessoas.[1]
- 2001 — O tráfego de aeronaves civis é retomado nos Estados Unidos após os ataques de 11 de setembro.
- 2007
  - A Declaração sobre os Direitos dos Povos Indígenas é adotada pela Assembleia Geral das Nações Unidas.
  - A equipe McLaren F1 é considerada culpada de possuir informações confidenciais da equipe Ferrari, multada em US$ 100 milhões e excluída da classificação do campeonato de construtores.[2]
- 2008 — O Furacão Ike atinge a Costa do Golfo dos Estados Unidos no Texas, causando sérios danos a Ilha Galveston, Houston e arredores.
- 2013 — Insurgentes do Talibã atacam o consulado dos Estados Unidos em Herate, no Afeganistão, com dois membros da Polícia Nacional afegã mortos e cerca de 20 civis feridos.

## Nascimentos

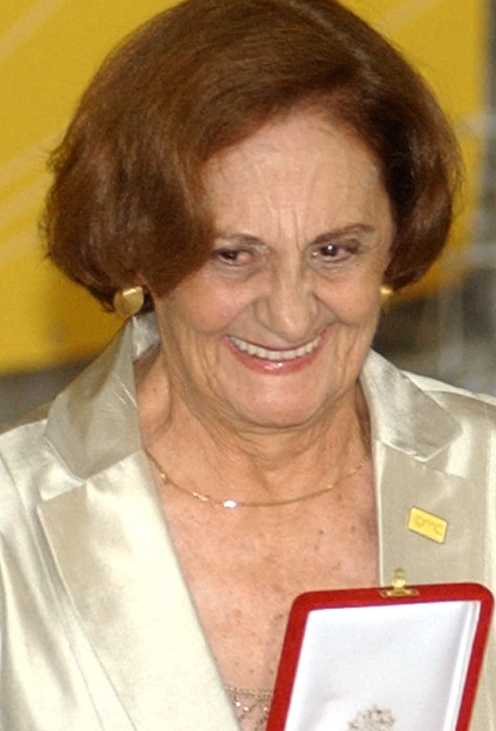
Laura Cardoso

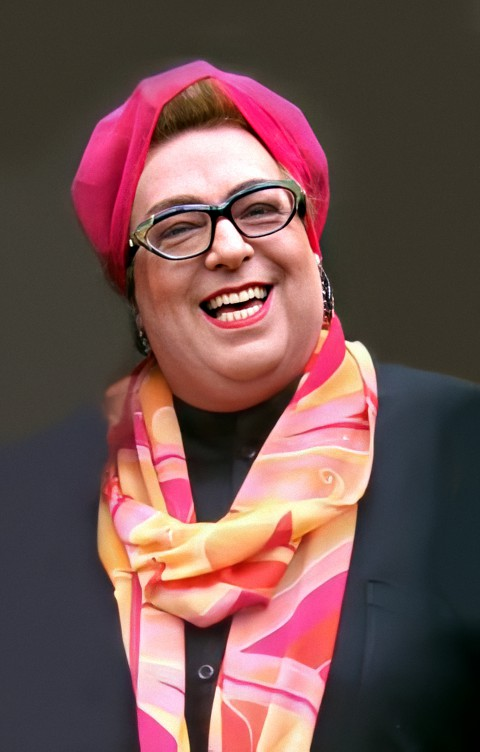
Mamma Bruschetta

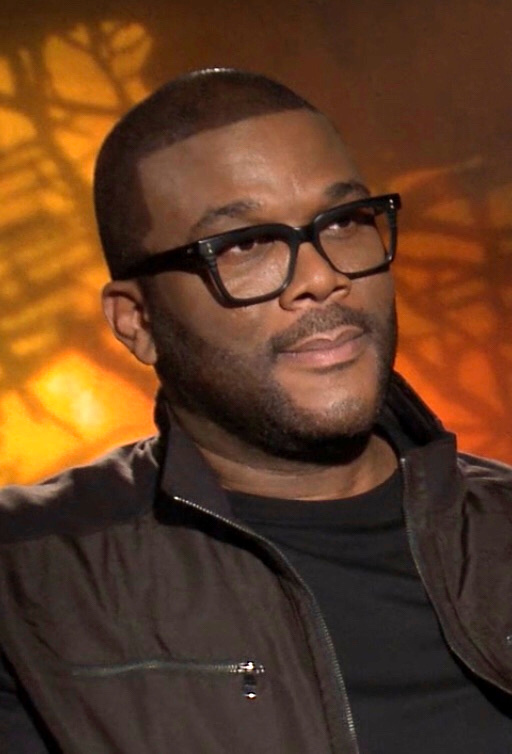
Tyler Perry

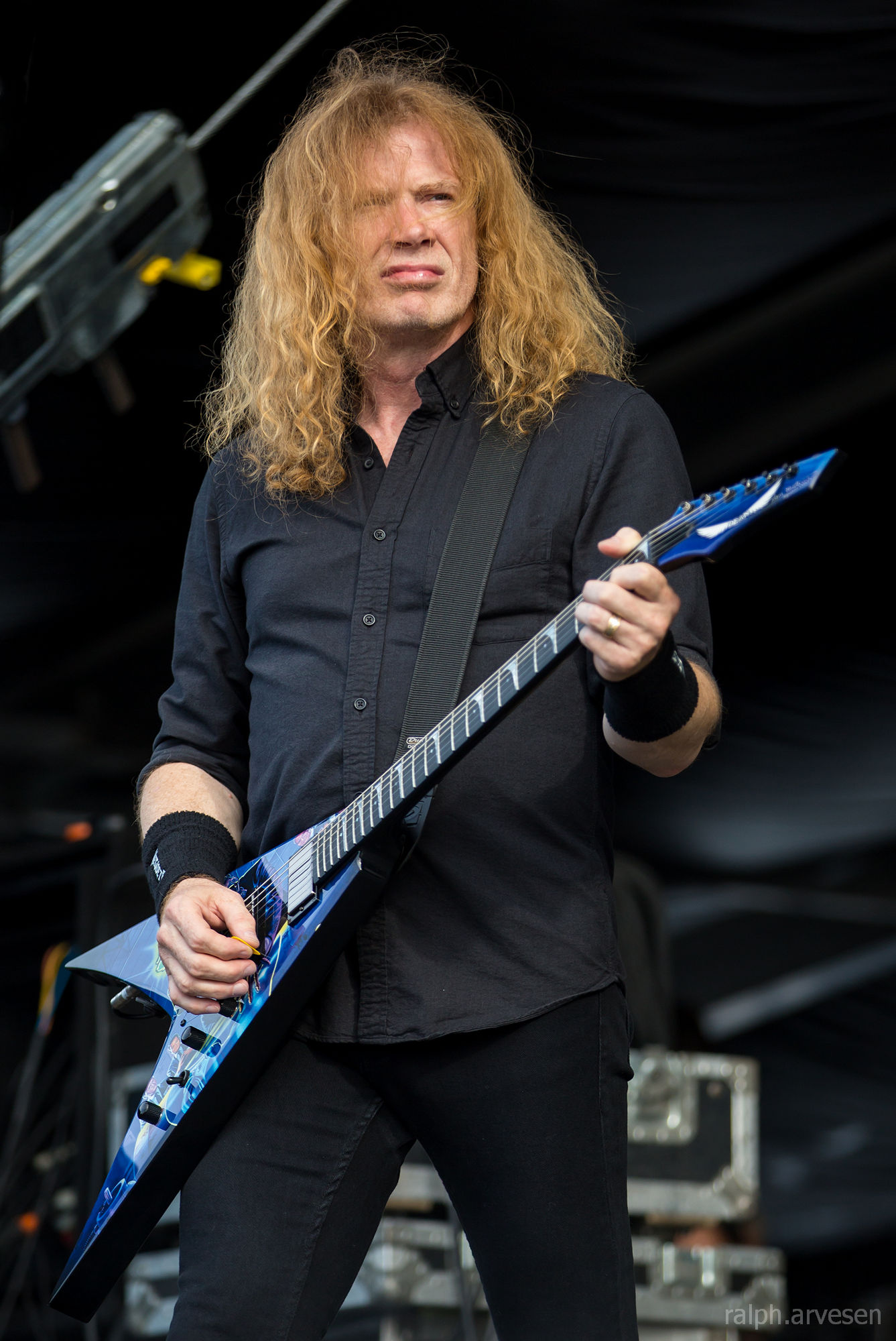
Dave Mustaine

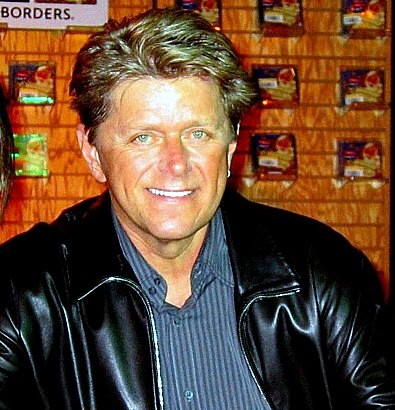
Peter Cetera

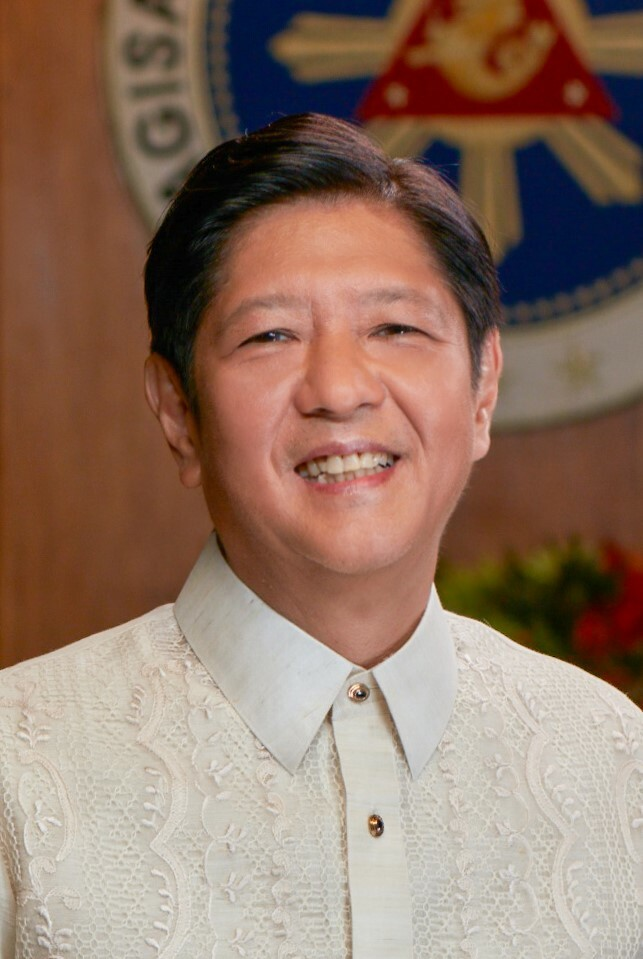
Bongbong Marcos

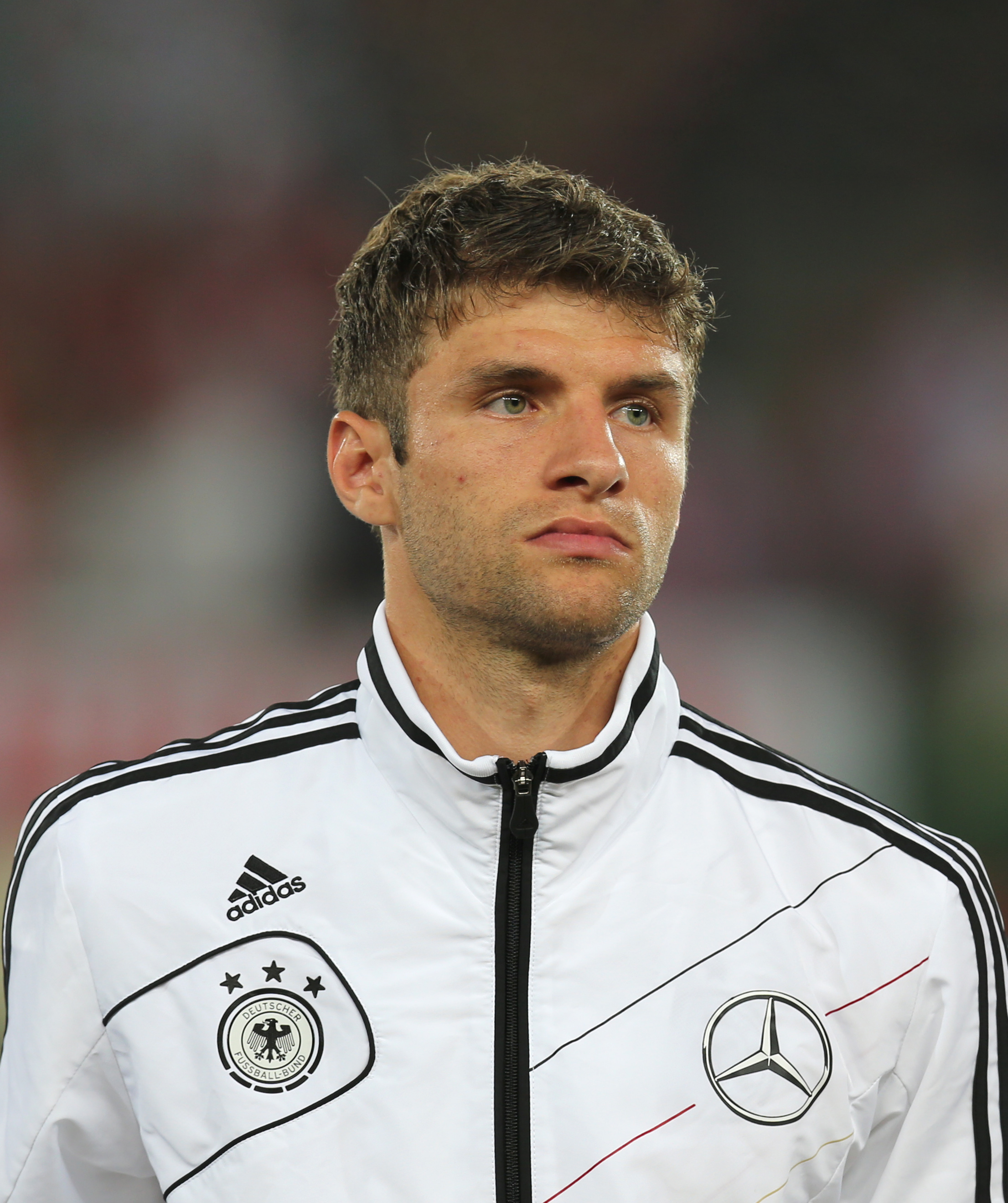
Thomas Müller

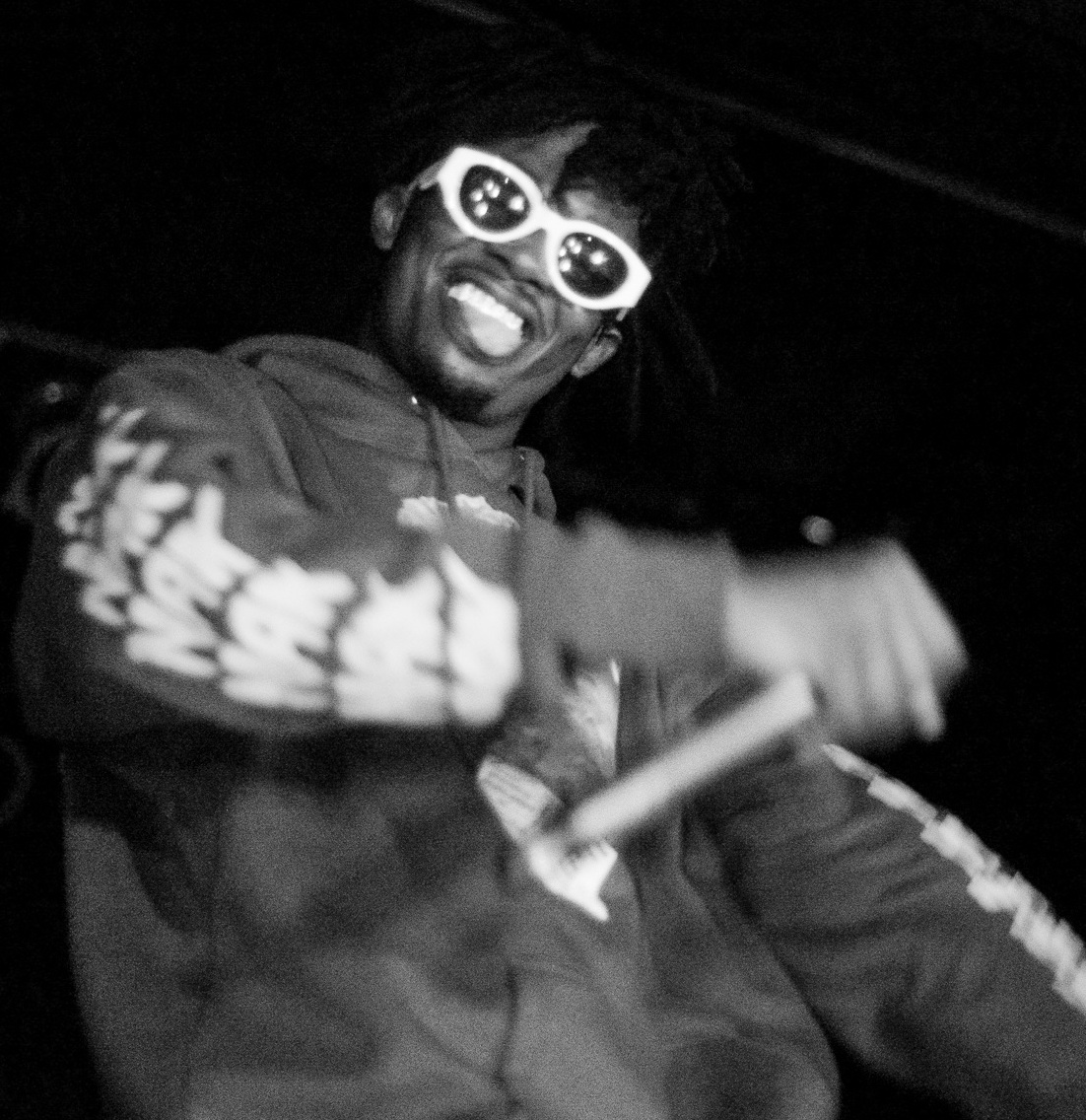
Playboi Carti

### Anteriores ao século XIX
- 0064 — Júlia Flávia, nobre romana (m. 91).
- 0786 — Almamune, califa abássida (m. 833).
- 1087 — João II Comneno, imperador bizantino (m. 1143).
- 1475 — César Bórgia, cardeal e nobre italiano (m. 1507).
- 1506 — John Leland, antiquário inglês (m. 1552).
- 1515 — Niccolò Franco, escritor italiano (m. 1570).
- 1520 — William Cecil, estadista inglês (m. 1598).
- 1583 — Girolamo Frescobaldi, compositor e pianista italiano (m. 1643).
- 1617 — Luísa Carlota de Brandemburgo (m. 1676).
- 1630 — Olof Rudbeck, cientista e escritor sueco (m. 1702).
- 1673 — Frantisek Retz, jesuíta tcheco (m. 1750).
- 1676 — Isabel Carlota de Orleães (m. 1744).
- 1776 — Samuel Wilson, comerciante estadunidense (m. 1854).
- 1787 — Edward Blore, arquiteto britânico (m. 1879).

### Século XIX
- 1813 — Auguste Maquet, dramaturgo e escritor francês (m. 1888).
- 1819 — Clara Schumann, pianista e compositora alemã (m. 1896).
- 1830 — Marie von Ebner-Eschenbach, escritora austríaca (m. 1916).
- 1844 — Ludwig von Falkenhausen, general alemão (m. 1936).
- 1851 — Walter Reed, biólogo e físico estadunidense (m. 1902).
- 1854 — Hermann von Stein, político e militar alemão (m. 1927).
- 1860
  - John J. Pershing, general estadunidense (m. 1948).
  - José Marcondes Homem de Melo, bispo brasileiro (m. 1937).
- 1863
  - Arthur Henderson, político e sindicalista britânico (m. 1935).
  - Franz von Hipper, almirante alemão (m. 1932).
  - Ernesto II de Hohenlohe-Langemburgo (m. 1950).
- 1869 — Paul Daimler, engenheiro alemão (m. 1945).
- 1872 — Kijuro Shidehara, político japonês (m. 1951).
- 1873 — Constantin Carathéodory, matemático alemão (m. 1950).
- 1874 — Arnold Schönberg, compositor austríaco (m. 1951).
- 1876 — Sherwood Anderson, escritor estadunidense (m. 1941).
- 1877 — Wilhelm Filchner, explorador alemão (m. 1957).
- 1881 — Matila Ghyka, escritor, matemático, filósofo e diplomata romeno (m. 1965).
- 1882 — Ramón Grau San Martín, médico e político cubano (m. 1969).
- 1884 — Pétros Vúlgaris, político grego (m. 1957).
- 1885
  - Wilhelm Blaschke, matemático austro-húngaro (m. 1963).
  - Aquilino Ribeiro, escritor português (m. 1963).
  - John Beazley, arqueólogo britânico (m. 1970).
- 1886
  - Robert Robinson, químico estadunidense (m. 1975).
  - Friedrich-Wilhelm von Chappuis, militar alemão (m. 1942).
- 1887 — Lavoslav Ružička, químico croata (m. 1976).
- 1892 — Vitória Luísa da Prússia (m. 1980).

### Século XX e XXI

#### 1901–1950
- 1903 — Claudette Colbert, atriz estadunidense (m. 1996).
- 1904
  - Edwina Booth, atriz estadunidense (m. 1991).
  - Gladys George, atriz estadunidense (m. 1954).
- 1908
  - Carlos Peucelle, futebolista e treinador de futebol argentino (m. 1990).
  - Carl Shy, jogador de basquete norte-americano (m. 1991).
- 1909 — Pedro Henrique de Orléans e Bragança, príncipe brasileiro (m. 1981).
- 1910 — Stanley Chambers, ciclista britânico (m. 1991).
- 1911 — Bill Monroe, cantor e guitarrista estadunidense (m. 1996).
- 1912 — Reta Shaw, atriz estadunidense (m. 1982).
- 1914
  - Peter Paul Hilbert, arqueólogo alemão (m. 1989).
  - Bolesław Habowski, futebolista polonês (m. 1979).
- 1916 — Roald Dahl, escritor britânico (m. 1990).
- 1918 — Dick Haymes, músico argentino (m. 1980).
- 1921
  - Cyrille Adoula, político congolês (m. 1978).
  - Gunnar Eriksson, esquiador sueco (m. 1982).
- 1922
  - Edi Rada, patinador artístico austríaco (m. 1997).
  - Natália Correia, ativista social e escritora portuguesa (m. 1993).
  - Yma Sumac, cantora peruana (m. 2008).
- 1924
  - Maurice Jarre, compositor francês (m. 2009).
  - Israel Tal, general israelense (m. 2010).
- 1925 — Mel Tormé, cantor estadunidense (m. 1999).
- 1927
  - Laura Cardoso, atriz brasileira.
  - Tzanís Tzannetákis, político grego (m. 2010).
- 1929 — Nicolai Ghiaurov, cantor de ópera búlgaro (m. 2004).
- 1931
  - Robert Bédard, ex-tenista canadense.
  - Saturnino Braga, político brasileiro (m. 2024).
- 1932
  - Pedro Rubiano Sáenz, cardeal colombiano (m. 2024).
  - Mike MacDowel, automobilista britânico (m. 2016).
- 1933 — Donald Mackay, político australiano (m. 1977).
- 1934 — Maria Helena Dias, atriz brasileira (m.2023).
- 1935 — João Bergese, bispo brasileiro (m. 1996).
- 1936 — Joe E. Tata, ator estadunidense (m. 2022).
- 1937 — Don Bluth, animador estadunidense.
- 1939 — Richard Kiel, ator estadunidense (m. 2014).
- 1940
  - Óscar Arias Sánchez, político costarriquenho.
  - Antônio Torres, escritor brasileiro.
- 1941
  - Ahmet Necdet Sezer, político turco.
  - Tadao Ando, arquiteto japonês.
  - Pierre Barthès, ex-tenista francês.
- 1943
  - Adolfo Zaldívar, político e advogado chileno (m. 2013)
  - Luiz Baccelli, ator, dramaturgo e professor brasileiro (m. 2013).
  - Luis Eduardo Aute, cantor, compositor, pintor, poeta e diretor de cinema espanhol (m. 2020).
- 1944
  - Jacqueline Bisset, atriz britânica.
  - Peter Cetera, cantor e compositor estadunidense.
- 1946
  - Aníbal Beça, poeta, tradutor, compositor e teatrólogo brasileiro (m. 2009)
  - Frank Marshall, diretor e produtor de cinema norte-americano.
- 1948 — Sitiveni Rabuka, militar e político fijiano.
- 1949
  - Itamar Assumpção, músico brasileiro (m. 2003).
  - Mamma Bruschetta, atriz e apresentadora de televisão brasileira.
- 1950
  - Włodzimierz Cimoszewicz, político polonês.
  - Klaus Wunder, futebolista alemão (m. 2024).

#### 1951–2000
- 1951
  - Fernando Teixeira dos Santos, economista e político português.
  - Salva Kiir Mayardit, político e militar sul-sudanês.
  - Sven-Åke Nilsson, ex-ciclista sueco.
- 1952
  - José Ernesto Díaz, futebolista colombiano (m. 2002).
  - Randy Jones, músico estadunidense.
- 1956 — Alain Ducasse, chef de cozinha e empresário francês.
- 1957
  - Judy Blumberg, ex-patinadora artística estadunidense.
  - Vinny Appice, músico estadunidense.
  - Bongbong Marcos, político filipino.
  - Adolfino Cañete, ex-futebolista paraguaio.
- 1959
  - China, ex-futebolista brasileiro.
  - Kathy Johnson, ex-ginasta norte-americana.
- 1960
  - Étienne Dagon, ex-nadador suíço.
  - Marcelo Escorel, ator brasileiro.
- 1961
  - Dave Mustaine, músico estadunidense.
  - Peter Roskam, político norte-americano.
- 1963
  - Paulo Soares, jornalista, apresentador e locutor esportivo brasileiro.
  - Sophie in 't Veld, política neerlandesa.
- 1964 — Jorge Guedes, músico brasileiro.
- 1965
  - Zak Starkey, músico britânico.
  - Diego Aguirre, ex-futebolista e treinador de futebol uruguaio.
  - Louis Mandylor, ator australiano.
- 1967
  - Michael Johnson, ex-competidor de atletismo estadunidense.
  - Tim Owens, músico estadunidense.
- 1968
  - Roger Howarth, ator estadunidense.
  - Roberto Monserrat, ex-futebolista argentino.
  - Altineu Côrtes, empresário e político brasileiro.
- 1969
  - Daniel Fonseca, ex-futebolista uruguaio.
  - Tyler Perry, ator, produtor, diretor e roteirista estadunidense.
  - João Nuno Pinto, cineasta, produtor, roteirista e escritor português.
  - Jorge Glas, engenheiro e político equatoriano.
- 1970
  - Andrea Guerra, atriz e modelo brasileira.
  - Louise Lombard, atriz britânica.
  - Everton Giovanella, ex-futebolista brasileiro.
  - Martín Herrera, ex-futebolista argentino.
- 1971
  - Goran Ivanišević, ex-tenista croata.
  - Stella McCartney, designer de moda britânica.
- 1972 — Bang Soo-hyun, ex-jogadora de badminton sul-coreaja.
- 1973
  - Fabio Cannavaro, ex-futebolista e treinador de futebol italiano.
  - Marcelinho Paulista, ex-futebolista brasileiro.
  - Carlo Nash, ex-futebolista britânico.
- 1974 — Edi Andradina, ex-futebolista brasileiro.
- 1975 — Ian Carey, DJ norte-americano (m. 2021).
- 1976
  - Puma Swede, atriz sueca de filmes eróticos.
  - Ro Khanna, acadêmico, advogado e político norte-americano.
- 1977
  - Fiona Apple, cantora estadunidense.
  - Juliano Moro, ex-automobilista brasileiro.
  - Hilton, ex-futebolista brasileiro.
  - Eirik Bakke, ex-futebolista e treinador de futebol norueguês.
- 1978 — Paulo Graça, jogador de beach-soccer português.
- 1979
  - Ivan Miljković, ex-jogador de vôlei sérvio.
  - Catalina Cruz, atriz e modelo estadunidense.
  - Julio César de León, ex-futebolista hondurenho.
- 1980
  - Daisuke Matsuzaka, jogador de beisebol japonês.
  - Gil, ex-futebolista brasileiro.
  - Ben Savage, ator estadunidense.
  - Yuri da Cunha, cantor angolano.
  - Tomáš Zápotočný, ex-futebolista tcheco.
  - Nicky Salapu, futebolista samoano-americano.
  - Bruno Lazaroni, ex-futebolista e treinador de futebol brasileiro.
- 1981
  - Antonio López Guerrero, ex-futebolista espanhol.
  - Angelina Love, lutadora profissional canadense.
- 1982
  - Nenê Hilário, ex-jogador de basquete brasileiro.
  - Soraya Arnelas, cantora espanhola.
- 1983
  - James Bourne, músico britânico.
  - Han Peng, ex-futebolista chinês,
- 1984
  - Baron Corbin, wrestler estadunidense.
  - Hanati Silamu, pugilista chinês.
- 1985 — Olivier Rousteing, designer de moda francês.
- 1986 — Kamui Kobayashi, automobilista japonês.
- 1987
  - Fraizer Campbell, futebolista britânico.
  - Vincent Kipruto, atleta queniano.
  - Jonathan de Guzmán, futebolista neerlandês.
  - Tsvetana Pironkova, tenista búlgara.
  - Edenilson Bergonsi, futebolista brasileiro.
  - Pimentinha, futebolista brasileiro.
- 1988
  - Wang Ki-Chun, judoca sul-coreano.
  - KondZilla, produtor musical e empresário brasileiro.
  - Oh Seung-ah, cantora sul-coreana
- 1989
  - Thomas Müller, futebolista alemão.
  - Luciano Castán, futebolista brasileiro.
- 1990
  - Luciano Narsingh, futebolista neerlandês.
  - Atsutaka Nakamura, futebolista japonês.
- 1991 — Arthur Lanigan-O'Keeffe, pentatleta irlandês.
- 1992 — Alexander González, futebolista venezuelano.
- 1993
  - Niall Horan, músico irlandês.
  - Guta Gonçalves, atriz e cantora brasileira.
  - Aisha Dee, atriz e cantora australiana.
  - Luis López Fernández, futebolista hondurenho.
  - Ivan Schranz, futebolista eslovaco.
- 1994
  - Sepp Kuss, ciclista norte-americano.
  - Anna Karolína Schmiedlová, tenista eslovaca.
  - Leonor Andrade, atriz portuguesa.
  - Joel Pohjanpalo, futebolista finlandês.
- 1995
  - Robbie Kay, ator britânico.
  - Jordan Bardella, político francês.
  - Luke Ishikawa Plowden, ator e modelo estadunidense-tailandês.
- 1996
  - Lili Reinhart, atriz e cantora estadunidense.
  - Playboi Carti, rapper e compositor norte-americano.
  - Neto Borges, futebolista brasileiro.
- 1998 — Stefan Bissegger, desportista suíço.
- 1999
  - Pedro Porro, futebolista espanhol.
  - Yeonjun, cantor e dançarino sul-coreano.
- 2000 — Lorenzo Colombo, automobilista italiano.

### Século XXI
- 2001
  - Thomas Gloag, ciclista britânico.
  - Ransford-Yeboah Königsdörffer, futebolista teuto-ganês.
- 2002 — Lauren Leal, futebolista brasileira.
- 2006 — Isabella Rice, atriz norte-americana.

## Mortes

Pedro de Lara

Tupac

### Anteriores ao século XIX
- 0081 — Tito, imperador romano (n. 39).
- 0531 — Cavades I, xá sassânida (n. 473).
- 0908 — Cormac mac Cuilennáin, bispo e rei irlandês (n. 836).
- 1409 — Isabel de Valois, rainha de Inglaterra (n. 1389).
- 1488 — Carlos II de Bourbon, arcebispo de Lyon (n. 1433).
- 1506 — Andrea Mantegna, pintor e gravador italiano (n. 1431).
- 1571 — Pero Dias, jesuíta português (n. 1526).
- 1592 — Michel de Montaigne, filósofo francês (n. 1533).
- 1598 — Filipe II de Espanha, I de Portugal (n. 1527).
- 1612 — Catarina Månsdotter, rainha da Suécia (n. 1550).
- 1632 — Leopoldo V de Habsburgo, arquiduque da Áustria (n. 1586).

### Século XIX
- 1806 — Charles James Fox, político inglês (n. 1749).
- 1847 — Nicolas-Charles Oudinot, militar francês (n. 1767.
- 1872 — Ludwig Feuerbach, filósofo alemão (n. 1804).
- 1877 — Maria Ana da Baviera, rainha da Saxônia (n. 1805).
- 1881 — Ambrose Burnside, general e político estadunidense (n. 1824).
- 1894 — Emmanuel Chabrier, compositor francês (n. 1841).

### Século XX
- 1901 — Kumarapuram Seshadri Iyer, político indiano (n. 1845).
- 1905 — René Goblet, político francês (n. 1828).
- 1912 — Nogi Maresuke, general japonês (n. 1849).
- 1913 — Aurel Vlaicu, engenheiro, inventor e projetista de aviões romeno (n. 1882).
- 1928 — Italo Svevo, escritor italiano (n. 1861).
- 1931 — Lili Elbe, pintora e modelo dinamarquesa (n. 1882).
- 1937 — David Robertson, desportista britânico (n. 1869).
- 1946 — Amon Göth, capitão austríaco (n. 1908).
- 1949 — Schack August Steenberg Krogh, médico e zoólogo dinamarquês (n. 1874).
- 1960 — Leó Weiner, maestro e compositor húngaro (n. 1885).
- 1967 — Muhammed bin Laden, empresário saudita (n. 1908).
- 1971 — Lin Biao, revolucionário, militar e político chinês (n. 1907)
- 1973 — Betty Field, atriz estadunidense (n. 1913).
- 1976 — Albert Tessier, cinegrafista canadense (n. 1895).
- 1977 — Leopold Stokowski, maestro britânico (n. 1882).
- 1985 — Dane Rudhyar, compositor e astrólogo francês (n. 1895).
- 1987 — Mervyn LeRoy, diretor de cinema estadunidense (n. 1900).
- 1991 — Joe Pasternak, produtor cinematográfico húngaro-estadunidense (n. 1901).
- 1993 — Austregésilo de Athayde, jornalista e escritor brasileiro (n. 1898).
- 1996 — Tupac Shakur, rapper, ator e filósofo estadunidense (n. 1971).
- 1998 — George Wallace, político estadunidense (n. 1919).

### Século XXI
- 2001
  - Dorothy McGuire, atriz estadunidense (n. 1918).
  - Jaroslav Drobný, jogador de hóquei e tenista tcheco (n. 1921).
- 2003 — Vítor Damas, futebolista português (n. 1947).
- 2005
  - Hans-Joachim Koellreutter, compositor alemão (n. 1915).
  - Julio César Turbay Ayala, diplomata e político colombiano (n. 1916).
- 2007 — Pedro de Lara, comediante e radialista brasileiro (n. 1925).
- 2008 — Peter Camejo, empresário e político estadunidense (n. 1939).
- 2009 — Felix Bowness, ator britânico (n. 1922).
- 2013 — Luiz Gushiken, político brasileiro (n. 1950).
- 2015
  - Betty Lago, atriz brasileira (n. 1955).
  - Moses Malone, basquetebolista estadunidense (n. 1955).
- 2022
  - Jean-Luc Godard, cineasta, roteirista e crítico de cinema franco-suíço (n. 1930).
  - Sílvio Lancellotti, jornalista, arquiteto, gastrônomo e escritor brasileiro (n. 1944).
- 2024 — Chalong Pakdeevijit, diretor de cinema e televisão, produtor, diretor de fotografia e dublador tailandês (n. 1931).

## Feriados e eventos cíclicos
- Dia do Programador (em anos não bissextos)
- Dia Mundial do Agrônomo
- Dia Mundial da Sepse

### Brasil
- Dia Nacional da Cachaça
- Dia Nacional de Luta dos Acidentados por Fontes Radioativas
- Aniversário da cidade de Machado, Minas Gerais
- Aniversário da cidade de Rio Novo, Minas Gerais
- Aniversário da cidade de Castelo do Piauí, Piauí
- Aniversário da cidade de Santana, Amapá

### Cristianismo
- Eulógio I de Alexandria
- Iria de Tomar
- João Crisóstomo
- Mártires de Jasenovac

## Outros calendários
- No calendário romano era o dia dos idos de setembro.
- No calendário litúrgico tem a letra dominical D para o dia da semana.
- No calendário gregoriano a epacta do dia é xi.